# 4fun.tv
4fun.tv – polska stacja muzyczno-rozrywkowa skierowana do młodego pokolenia.

## Historia
27 listopada 2003 roku spółka Nova Communications (obecnie 4fun Media) podpisała umowę na transmisję satelitarną z Canal+ Sp. z o.o. przygotowywanego kanału muzycznego. 14 lutego 2004 stacja 4fun.tv rozpoczęła testową emisję, a koncesję od KRRiTV na nadawanie satelitarne kanału nadawca otrzymał 14 maja 2004.
Kanał prezentuje głównie teledyski, programy muzyczne, a także programy interaktywno-smsowe. Widz przy pomocy telefonu komórkowego może decydować o kolejności wyświetlanych na antenie klipów muzycznych poprzez wpisanie numeru klipu spośród aktualnie dostępnych na liście i wysłanie go SMS-em na podany numer. Przez pewien okres w 2012 roku teledyski emitowane w 4fun.tv i na siostrzanym kanale RBL.TV można było oglądać w stacji telewizyjnej Puls 2.
Od 19 grudnia 2013 roku kanał 4fun.tv nadaje w ramach naziemnej telewizji cyfrowej na multipleksach lokalnych.
Z okazji 10. rocznicy uruchomienia stacji, dzień przed obchodami – 13 lutego 2014 r. wprowadzono nowe logo, identyfikację kanału oraz nagrano urodzinową piosenkę pod tytułem Nie bawisz się, nie żyjesz.
21 lipca 2023 Grupa Polsat Plus przejęła od Digital Network kanały z rodziny 4Fun oraz serwis naekranie.pl.

## Programy  4FUN TV

### Obecne
- Najwięcej muzyki
- Najlepsza muzyka nocą
- 4fun budzi ludzi
- Hot Pop
- Ulubiona 20 (dawne: 4fun app: Ulubiona 20)
- Hop Bęc (RMF MAXX)
- 4Fun NaEkranie
- Karaoke w 4fun.tv
- Hot & Fresh
- Young Stars
- Wiadomixy
- Versus
- Pożyczone Nuty
- Domówka
- Chcesz? Masz!
- Hity na czacie
- K-POP NON-STOP
- Kpopowy Versus

### Cyklicznie
- Najwięcej muzyki na lato
- Wigilia w 4fun TV
- Ulubiona 100
- Sylwester w 4fun TV

### Dawne
- Stosunkowo najwięcej muzyki
- Najlepsza muzyka do wyboru
- Najlepsza muzyka na godzinę
- Najlepsza muzyka na lata w 4fun
- Zawsze najlepsza muzyka
- Nie bawisz się, nie żyjesz
- 4fun app: Ulubiona 20
- 4fun app: Ulubiona 100
- 4fun app: Wejdź na prowadzenie
- 4fun app: Zostań gwiazdą
- 4fun app: Zostań gwiazdą wakacji
- 4fun app: Lista
- FUN APP: LISTA
- Poranek w bikini
- TOP 96 2012
- TOP 50 2010
- TOP 50 2011
- Chcesz? Masz! Chat
- Chcesz? Masz! Party
- Chcesz? Masz! Wakacje
- Przeboje 4fun
- Music 4fun
- Kocha lubi, szanuje
- Euro Top
- Ten Top
- Ten Top After Party
- Top 10
- Top 20
- Top 40
- Best of Ten Top
- Back to 4fun Future
- Ulubiona 20 lista
- Ulubiona 20 tygodnia
- Zajebista 20
- Zajebista 20 UK
- Zajebista 20 USA
- Zajebista 20 Europa
- Zajebista 20 Polska
- Zajebista 20 Świat
- Hity biało-czerwonych
- Polska Top Lista
- Polskie - to lubię
- 4fun Express
- Club Dance
- Popbudzik
- Fotobankomat
- Fotobankomat na Wakacje
- Electronic Beats (T-Mobile)
- Wyspa skarbów
- Nagraj to
- Rób to!
- Solar
- StarClips
- Bikini Hits
- Bikini Party
- Summer Hits
- Summer Hits Mix
- Summer Music
- Summer Party
- Surfbay
- Superstars TOP3
- SuperVIP
- Hot music
- Hot Summer
- Hot Weekend
- #1Hits
- 2w1
- Music Shaker
- Parszywa 13
- Party Maker
- Partymania
- Party Shaker
- Playlista
- Power Hour
- 7 Days in Hollywwod
- Muzyczna pobudka
- Music Express
- Star Clips
- Nowe!
- Pora obiadowa
- Jaki prezent kupić
- Muzyczny alfabet
- Powstanie
- Czy masz moc
- Czat
- Codzienna 20
- Polska lista
- Polskanocka
- 10!
- 100% Muzy
- 100% Muzy na sylwester
- 40 z...
- 40pak
- Cool weekend
- Top Tygodnia
- Jaka średnia
- Tuba śmiechu
- Twoja lista
- Tylko hity
- Tylko No.1
- Umilasz
- Lajk Chart
- Lajk Chart Best of
- Lista życzeń
- Moviebox
- Matura to Bzdura
- Lyric Videos
- Best of...
- Best of 2004/05/06/07/08/09
- Best of dance
- Best of hip hop
- Best of polskie hity
- Best of pop
- Hit Me [tak samo emitowało w rbl.tv)
- Popbudzik
- Non Stop Fresh
- Non Stop Hits
- Muzowkręt
- You can dance 4fun
- You can dance MIX
- Data urodzenia
- Co cię czeka w 2010 albo 2011
- Parowanie
- Parowanie holenderskie
- Przeboje 4fun
- Przeboje 4Fun: Europa
- Przeboje 4Fun: Party
- Przeboje 4Fun: Polska
- Przeboje 4Fun: Świat
- Przeboje 4Fun: UK
- Przeboje 4Fun: USA
- Koncert życzeń
- Kiedy weźmiesz ślub
- Ajgor sam w domu
- Akcja dedykacja
- Wielka wylewka
- Wulkan muzyki
- Wywiadownia
- Before Party
- Imię drugiej połówki
- Nocny4fun
- Nocny hałas
- Dance lista
- Disco Mania
- Zakazane piosenki (Parental Advisory)
- Załóż fartucha u Janka Paszkowskiego
- Zimowy narodowy
- Znajdź parkę
- Kapitan Bomba
- Generał Italia
- Pieszek Leszek
- Reggae Rabbits
- Człowiek Biegunka
- Inspektor Erektor
- Czesiek hydraulik
- Koleś Git
- Kartony
- Flexi Dance Session
- Hip-Hop Lista
- Wasze najlepsze video
- Wakacyjny romans
- ...Weekend
- Weekend gwiazd
- Weekend specjalny
- Wejdź na prowadzenie
- Wejdź na prowadzenie: Best of
- Czat 4fun.tv
- Czat z Gwiazdą
- Miś Push-Upek
- Miś Filemon
- Pod gradobiciem pytań
- Pindol: Historia pewnego kurczaka
- Troo
- Szarlota i przyjaciele
- Stojący Wąż
- The best of "Kartony"
- Striptiz
- Wyzywamy cię
- Zdradnik
- Game Arena
- Horoskop
- Letnia Kawiarenka
- Nic Nac's Hit Me
- Chcesz-masz
- Chcesz-masz.hits
- Tatoo na Lato
- Taniec z laskami
- Teraz.pl
- 4fun.chill
- 4fun.club
- 4fun news
- 4fun.hits
- 4fun.hiphop
- 4Fun Maxxx Top 40 (RMF MAXX)
- 4Fun Music
- 4fun.nowości
- 4fun'ocka
- 4fun wkręca
- 4fun.PL
- 4fun'rocks
- Ranny Ptaszek
- Rockowanie
- Rockowanie/lista
- Kamasutra
- Kto się w tobie kocha
- Juniorki

## Kontrowersje
W 2007 roku Krajowa Rada Radiofonii i Telewizji zgłosiła zastrzeżenia co do programów, które mogą deprymować i źle wpłynąć na rozwój moralny i psychiczny młodzieży wyemitowane w czasie chronionym (6:00–23:00) i bez odpowiedniego oznaczenia (programy wyłącznie dla osób, które ukończyły 18 lat). Stacja ignorowała ostrzeżenia KRRiT i w związku z tym groziło za to odebranie koncesji tej stacji, a w konsekwencji zamknięcie i zakończenie nadawania kanału.